# Budești, Bistrița-Năsăud
Budești, mai demult Budatelec, este satul de reședință al comunei cu același nume din județul Bistrița-Năsăud, Transilvania, România.

## Monumente
- Monumentul "Apărătorii Păcii", instalat din 1949 în parcul din fața primăriei comunei Budești, autor Dorio Lazăr, înscris ca monument istoric cu cod LMI: BN-III-m-B-01734.[2]

## Imagini

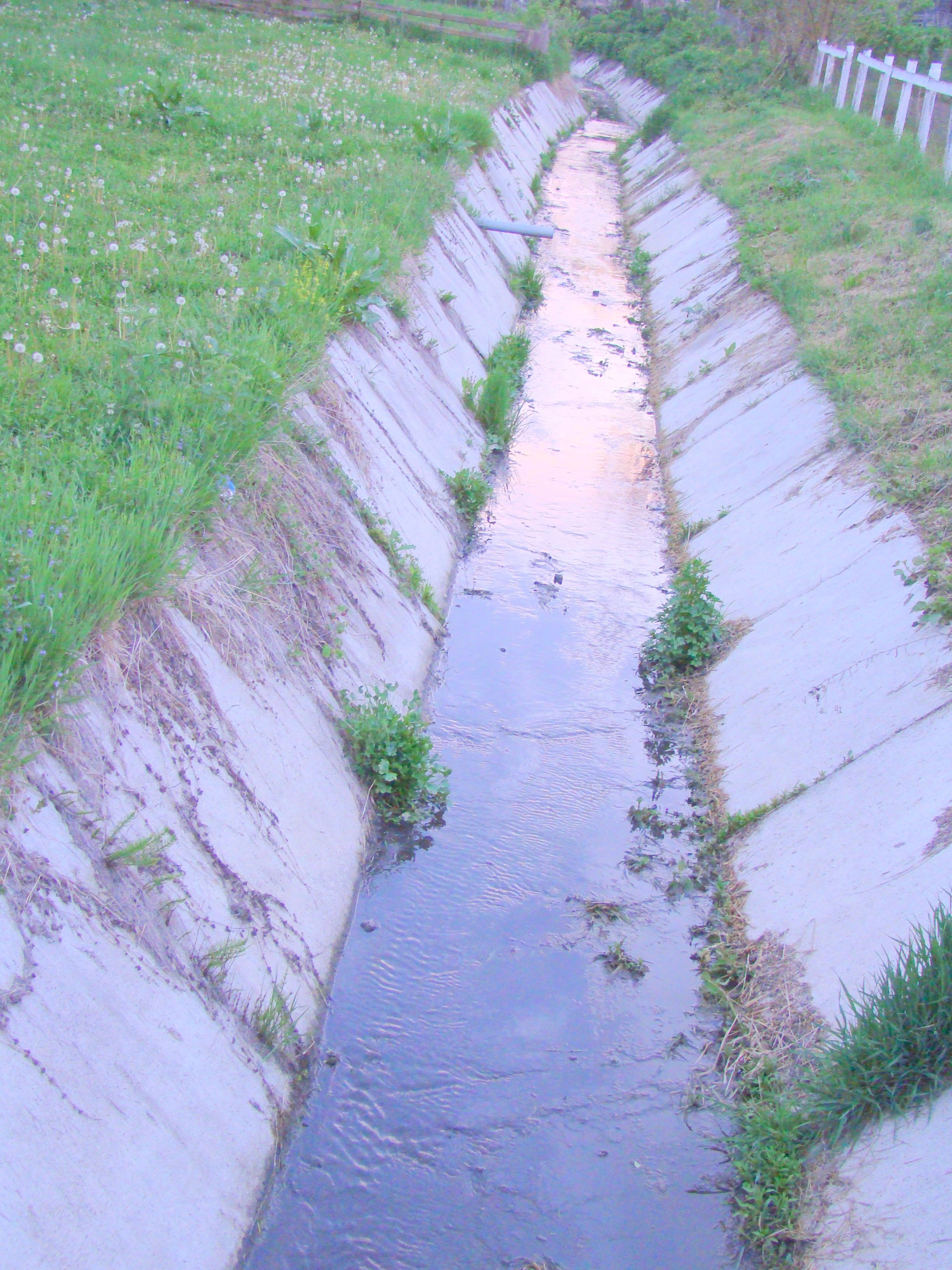
Pârâul de Câmpie
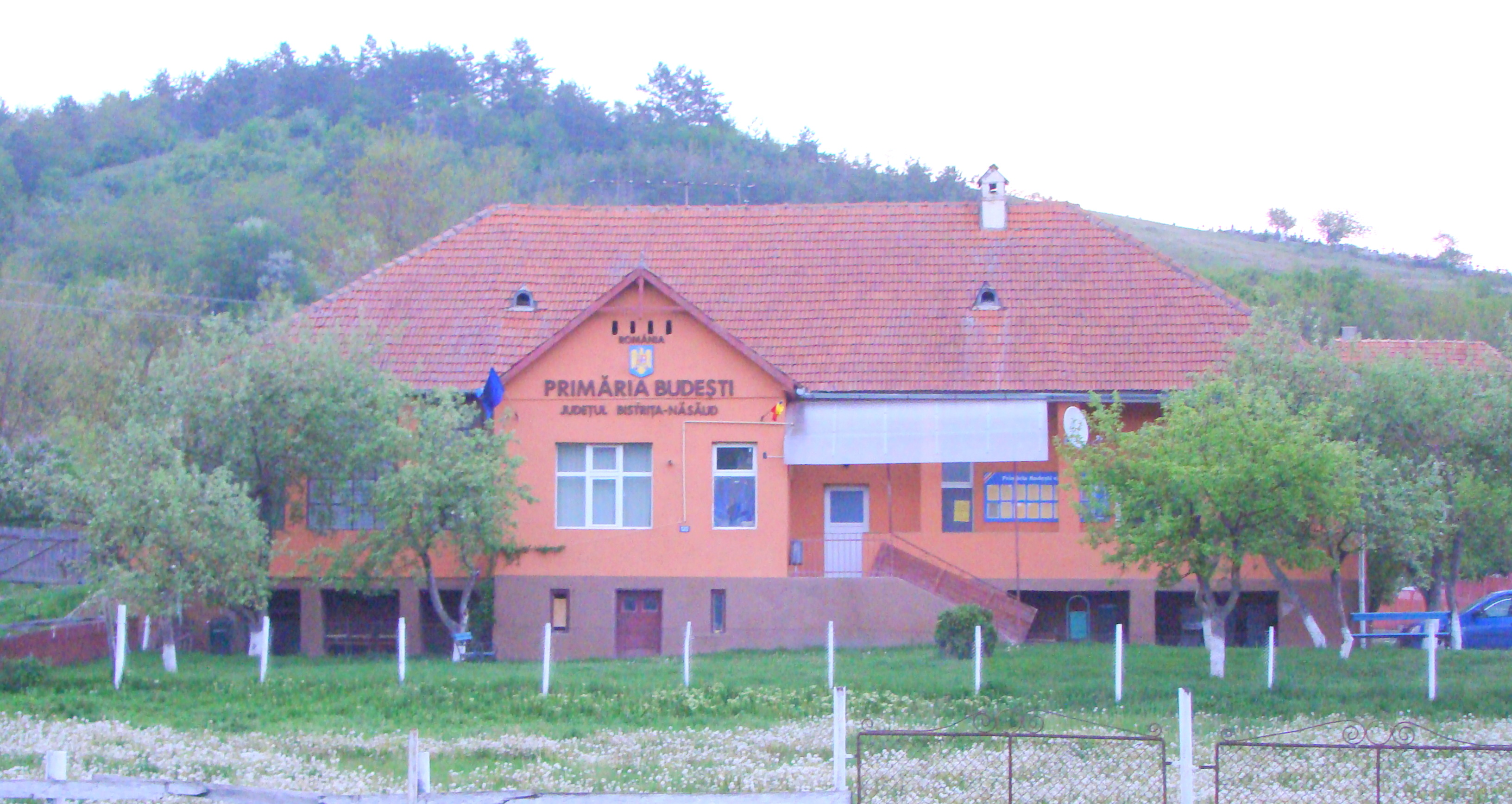
Primăria comunei Budești
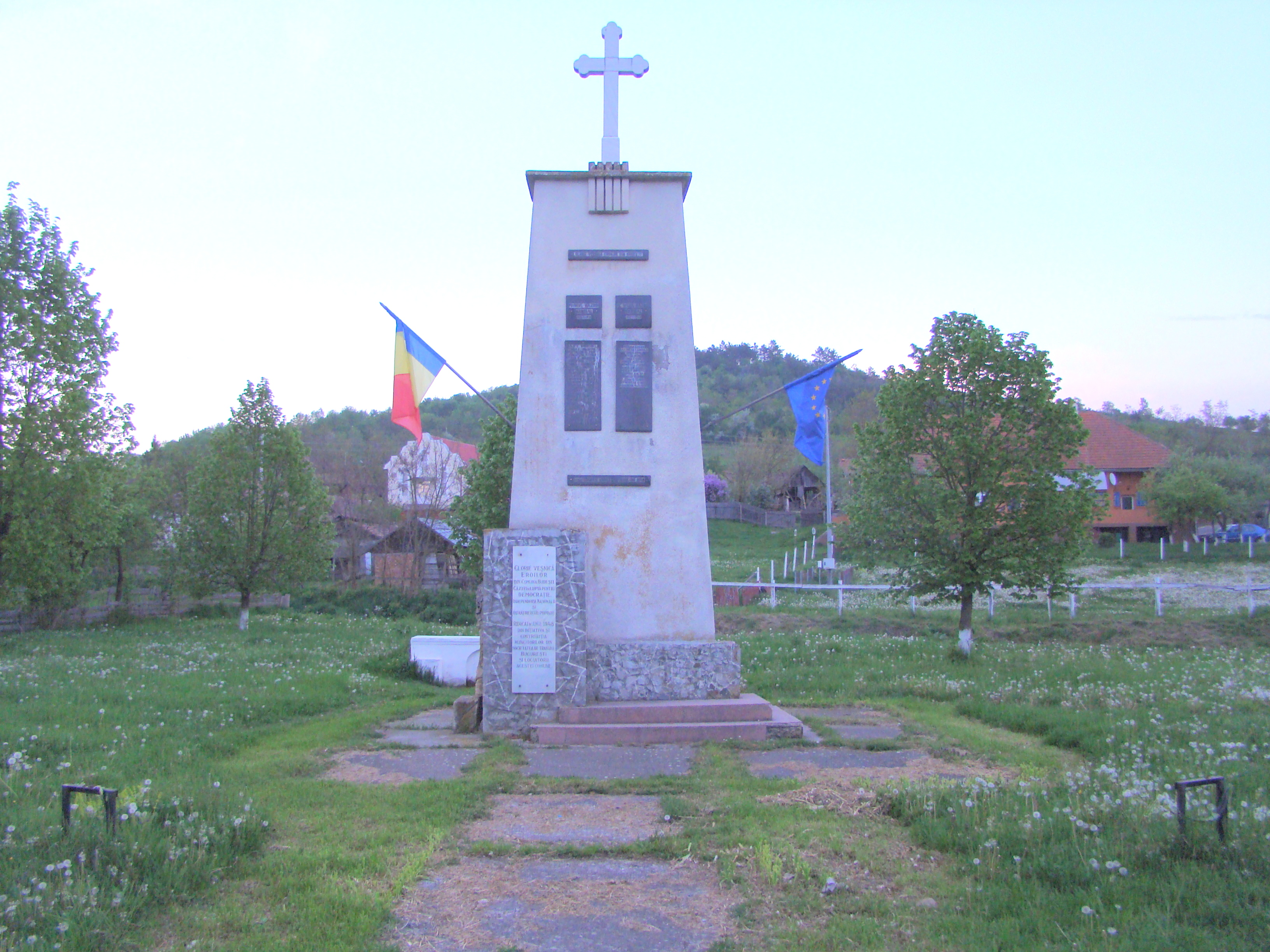
Monumentul „Apărătorii Păcii”, autor Dorio Lazăr, în parcul din fața primăriei Budești (monument istoric)
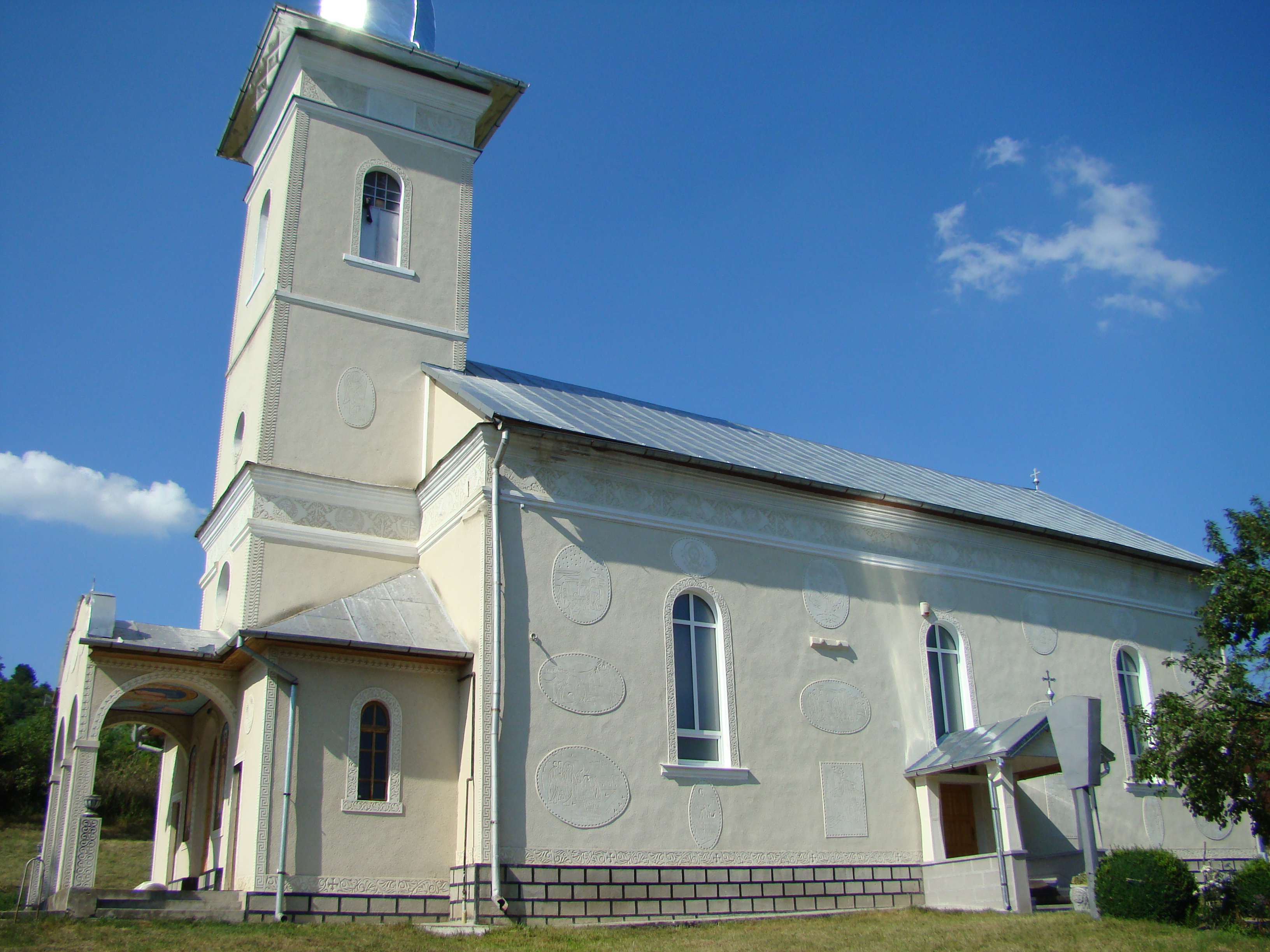
Biserica ortodoxă din Budești, construită în 1926, ca biserică greco-catolică